# Biais de genre sur Wikipédia
Le biais de genre est un biais lié à la représentation des genres parmi les personnes contribuant à l'encyclopédie en ligne Wikipédia, au faible nombre d'articles consacrés aux femmes comparé au volume d'articles dédiés aux hommes, ou qui confortent les rôles de genre occidentaux traditionnels et aux différences qualitatives dans la rédaction des articles.

## Biais de genre dans la communauté wikipédienne

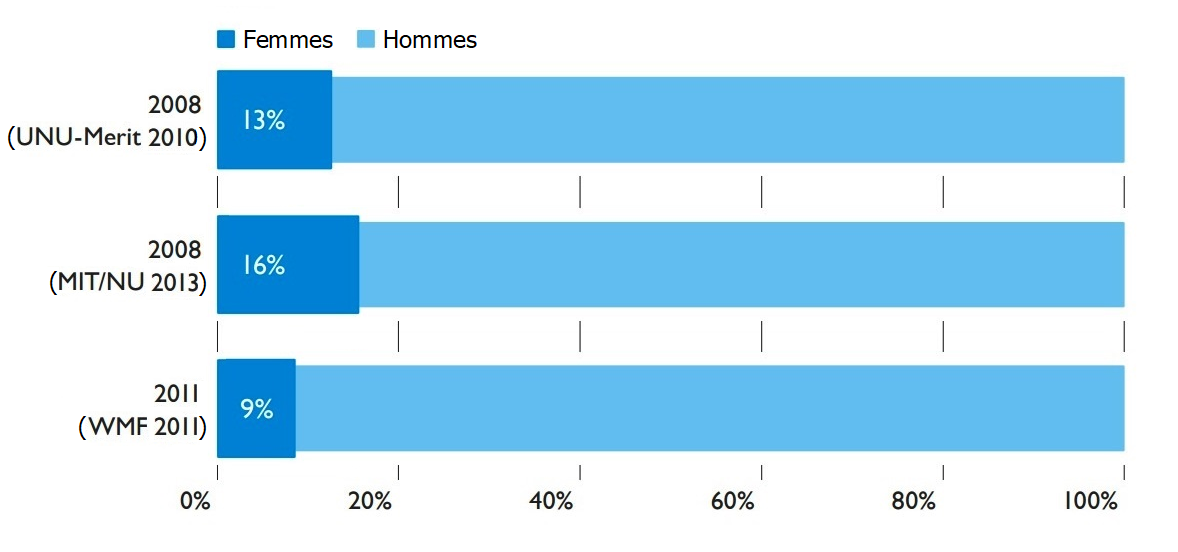
Diagramme des genres déclarés par les personnes contribuant à Wikipédia en 2008 et en 2011, d'après différentes études.

En janvier 2008, la Wikimedia Foundation annonce le lancement de la première enquête générale auprès des personnes utilisant ou contribuant à Wikipédia, en collaboration avec l’UNU-MERIT. Les résultats sont publiés en mars 2010. Alors que l’objectif est initialement d’identifier les raisons du déclin du nombre de personnes contribuant à l’encyclopédie, l’étude révèle une différence inattendue et significative entre le nombre d’hommes et de femmes (respectivement 86,73 % et 12,64 %),.
Cette tendance est confirmée avec l’enquête générale de la fondation auprès de la communauté en 2011, qui trouve une proportion de femmes à 9 % au niveau mondial et 15 % aux États-Unis,. Une autre étude dirigée par Judd Antin et publiée la même année examine les genres déclarés des comptes enregistrés sur Wikipédia en anglais, et trouve une proportion de 82 % d’hommes et 18 % de femmes. La même année, une équipe de recherche dirigée par Nicolas Jullien trouve des résultats similaires auprès des personnes contribuant à Wikipédia en français, avec 80 % d’hommes, et 86 % chez les personnes contribuant régulièrement. Cette proportion semble stable dans le temps.
En 2013, les résultats de l’enquête générale publiés en 2010 sont réévalués par les chercheurs Benjamin Mako Hill et Aaron Shaw, estimant que l’enquête a souffert d’un biais d’auto-sélection car les répondants était volontaires et non tirés au sort. Les chercheurs calculent un score de propension (en) à partir de la différence entre les mesures d’audience de Wikipédia réalisées par la fondation et celles du Pew Research Center aux États-Unis. Ils utilisent ce score pour redresser les mesures de l’enquête, concluant que le taux de femmes est plutôt de 16,1 % au niveau mondial et de 22,7 % aux États-Unis,.
La proportion de l’enquête de 2011 reste stable dans le temps : l’enquête générale de 2017 mesure une proportion de 89,5 % d’hommes et 9,3 % de femmes ; celle de 2018 mesure 90 % d’hommes et 8,8 % de femmes,.
L’existence d’un biais de genre chez les personnes contribuant à Wikipédia fait consensus, et la plupart des études réalisées après l’enquête de 2011 explorent simplement son impact sur le contenu de Wikipédia et son lectorat,.

### Enquêtes et études
La première enquête semi-annuelle d'avril 2011 de la Wikimedia Foundation indique que, « contrairement à la perception de certains, [les] données montrent que très peu de femmes éditrices se sentent harcelées et très peu se sentent dans un environnement sexualisé[source secondaire nécessaire]. » Cependant, en octobre 2011, un article présenté lors du International Symposium on Wikis and Open Collaboration suggère que Wikipédia peut avoir « une culture qui ne favorise pas la participation des femmes. ».
Une étude publiée en 2014 révèle qu'il y existe aussi un « déficit de compétences Internet » à l'égard des éditeurs de Wikipedia. Les auteurs constatent que les contributeurs de Wikipédia les plus courants sont des hommes, hautement qualifiés, et qu'il n'y a cependant pas d'écart entre les genres parmi les éditeurs peu qualifiés. Ils concluent que le « déficit de compétences » augmente l'écart entre les genres parmi les éditeurs.
De 2010 à 2014, les femmes représentaient 61 % des participants des cours collégiaux organisés par le programme de la Wiki Education Foundation. Leurs contributions se sont déplacées de la culture populaire et des sciences et techniques (STIM) vers les sciences humaines et sociales[source secondaire nécessaire].
Une étude de 2018 portant sur les pages de discussion a trouvé que parmi les contributeurs actifs sur ces pages, 49 387 indiquaient être de sexe masculin pour seulement 5 996 de sexe féminin (10,8 %). Additionnellement, l'étude a observé que la participation des femmes varie en fonction du sujet et reflète les stéréotypes traditionnels liés au genre : les hommes sont plus actifs sur les sujets de sciences, technologies, ingénierie et mathématiques (STIM), les femmes sont plus actives dans des catégories telles que les études de genre ou le féminisme.
Une étude de 2019 a trouvé que « les différences entre les sexes dans la fréquence d'utilisation de Wikipédia et dans les croyances sur les propres compétences expliquent une grande partie de l'écart entre les sexes dans la rédaction de Wikipédia, que l'écart entre les sexes parmi les contributeurs entraîne une couverture inégale des sujets et le fait de fournir des informations sur l'inégalité entre les sexes a un effet important sur les contributions ».
Ce déséquilibre s'accompagne d'un déséquilibre dans le lectorat des articles, et pas uniquement lors de la réalisation des contributions. 

### Causes du biais de genre dans la communauté wikipédienne

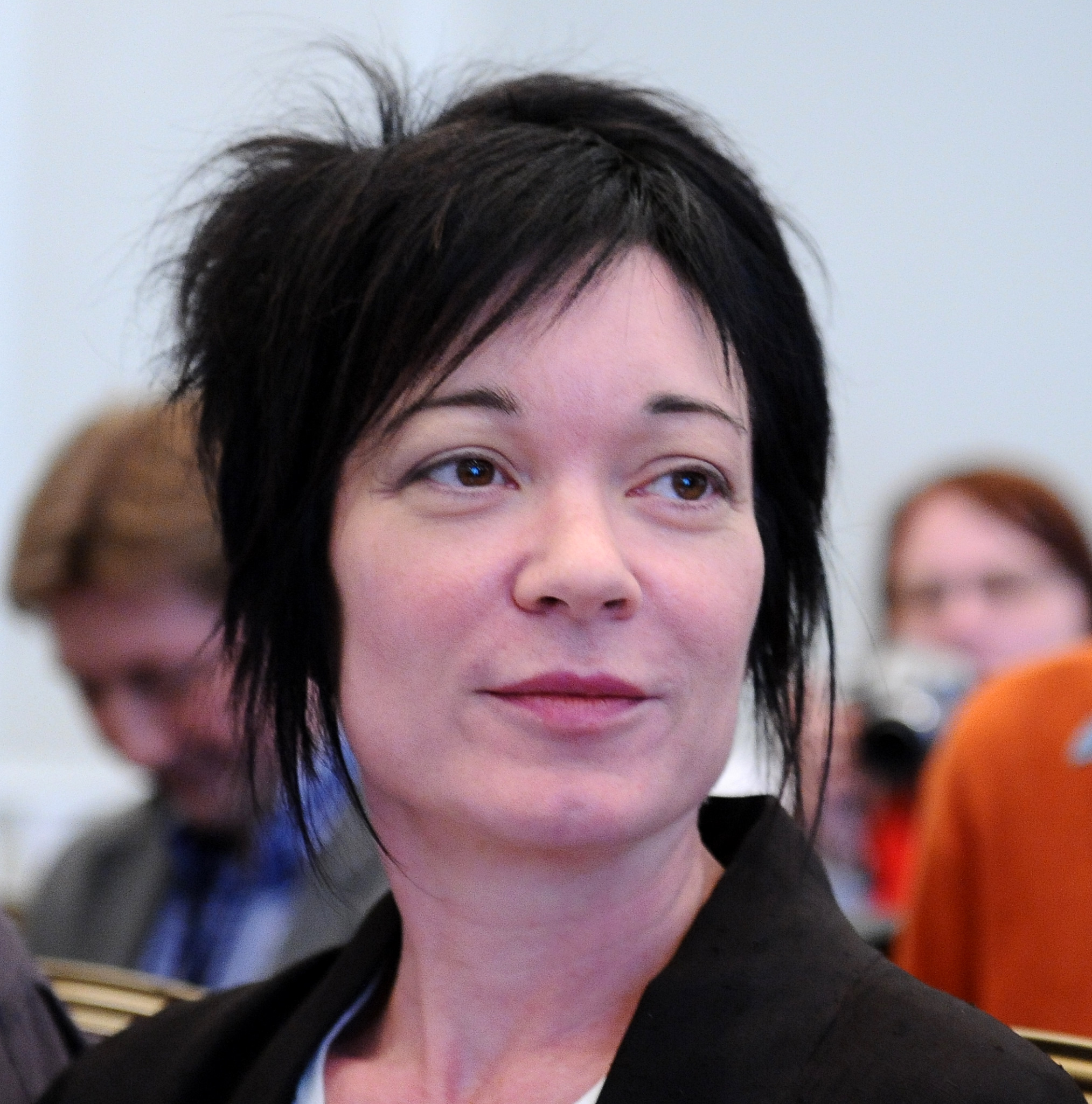
Sue Gardner en 2013.

En 2011, l'ancienne directrice de la Wikimedia Foundation, Sue Gardner, donne neuf raisons au nombre réduit de femmes dans la communauté wikipédienne[source secondaire souhaitée] :
1. Un manque de convivialité dans l'interface historique d'édition (wikicode) ;
2. Un manque de temps libre ;
3. Un manque de confiance en soi ;
4. Une aversion pour le conflit et une réticence à participer aux guerres d'édition ;
5. La conviction que leurs contributions seront annulées ou supprimées ;
6. Certaines trouvent l'atmosphère globale misogyne ;
7. La culture wikipédienne a un caractère sexué qui les rebute ;
8. Être désignées par des marqueurs genrés masculins est rebutant pour les femmes dont la langue maternelle a le genre grammatical adéquat ;
9. D'autres sites permettent de développer plus de liens sociaux et ont un ton plus bienveillant.

Une des préoccupations est que les articles créés par les nouvelles éditrices sont davantage proposés à la suppression.
Anasuya Sengupta et Siko Bouterse réfutent l'argument régressif qui affirme que l’interface de modification de Wikipédia est plus difficile à utiliser pour les femmes que pour les hommes. Tout le monde peut modifier le contenu de Wikipédia, mais il n'est pas sûr que tout le monde y trouve un cadre agréable pour contribuer[source secondaire nécessaire].

### Réactions
Depuis 2011, la Wikimedia Foundation déclare officiellement — alors que Sue Gardner est encore directrice exécutive — que les biais de genre existent au sein du projet. La fondation a fait quelques tentatives pour y remédier, mais Sue Gardner a exprimé sa frustration concernant le degré de réussite. Elle a également noté que « dans le temps de loisirs très limité dont les femmes disposent, elles ont tendance à être plus impliquées dans les activités sociales que dans l'édition de Wikipedia. Les femmes voient une technologie plus comme un outil à utiliser pour accomplir des tâches, plutôt que quelque chose d'amusant en soi. » En 2011, la Fondation se fixe l'objectif d'atteindre 25 % de contributrices en 2015. En août 2013, Sue Gardner dit : « Je n'arrive pas à résoudre le problème. Nous n'y arrivons pas. La Wikimedia Foundation n'a pas pu le résoudre. La solution ne viendra pas de la Wikimedia Foundation. »
En février 2011, le New York Times publie une série d'éditoriaux sur le sujet, regroupés sous le titre Where Are the Women in Wikipedia?, soit : « Où sont les femmes sur Wikipédia ? ». Susan C. Herring (en), professeur en sciences de l'information et linguistique, dit ne pas être surprise par la disparité de genre des contributeurs de Wikipédia. Elle avance que la page de discussion d'un article de Wikipédia, endroit où le contenu de chaque article est discuté, est peu attrayante pour beaucoup de femmes, « sinon carrément intimidante ». Joseph M. Reagle, universitaire américain, réagit de façon similaire, en affirmant que la combinaison d'une « culture d'élitisme hacker » combinée à l'effet disproportionné de conflits entre membres (une minorité) sur l'atmosphère de la communauté, peut être désagréable. Il écrit « the ideology and rhetoric of freedom and openness can then be used (a) to suppress concerns about inappropriate or offensive speech as "censorship" and (b) to rationalize low female participation as simply a matter of their personal preference and choice », soit : « L'idéologie et la rhétorique de la liberté et de l'ouverture peuvent ensuite être mobilisées pour (a) supprimer toute plainte relative à un langage inapproprié ou offensant, assimilée à de la “censure”, et (b), pour rationaliser la faible participation féminine en l'imputant à une simple question d'affinité personnelle et de choix ».
Justine Cassell, spécialiste des relations homme-machine, déclare que bien que les femmes soient aussi bien informées que les hommes et aussi capables de défendre leur point de vue, il est toujours en vigueur dans la société nord-américaine que le débat, le conflit et la défense de sa propre opinion sont souvent perçus comme des caractéristiques masculines, et que l'emploi par des femmes de ce genre d'expression peut être perçu négativement.
Sur Slate en 2011, Heather Mac Donald (en), désignée comme journaliste conservatrice, écrit que « le déséquilibre des genres sur Wikipedia est un faux problème auquel toute solution éventuelle serait inadaptée voire contreproductive. » La journaliste affirme que « l'explication la plus directe à propos des taux de participation variables selon que l’on parle de Wikipédia ou de la vie de tous les jours est la suivante : globalement, les hommes et les femmes ont des centres d’intérêts et des passe-temps différents. »
En août 2014, le cofondateur de Wikipédia Jimmy Wales annonce dans une interview à la BBC que la Wikimedia Foundation a l'intention de doubler les actions en lien avec le biais de genre dans Wikipédia. Jimmy Wales déclare que la Fondation serait ouverte à plus de sensibilisation et de changements. La même année, il admet que la Wikipedia Foundation a « complètement échoué » à atteindre l'objectif de 25 % de contributrices.
Le 4 juillet 2016, le Français Christophe Henner, élu le 22 juin président de la Wikimedia Foundation, déclare que réduire l’écart entre les genres en augmentant le nombre de contributrices est un des grands enjeux de la fondation.

### En Amérique latine
Anasuya Sengupta et Siko Bouterse, Wikimujeres et coordinatrices de la campagne mondiale Whose Knowledge? (qui peut se traduire comme La connaissance de qui ?), soulignent le problème du manque de sources écrites fiables, vérifiables et sans préjugés sexistes. Ce déficit de source minimise la part des femmes dans l'histoire de l'humanité[source secondaire nécessaire]. Selon ces autrices, le fonctionnement de Wikipédia — comme la majorité d’Internet — a été mis au point « par des hommes blancs de l’hémisphère nord, [ce qui exclut] les connaissances et les contributions de ceux qui ne sont pas blancs, mâles, hétérosexuels, ou de l’hémisphère nord »[source secondaire nécessaire]. 
Les sources orales et les autres formes de savoir, qui sont plus difficiles à appréhender que l'écrit, ne sont pas acceptées comme sources fiables pour écrire un article sur Wikipédia. Il est impossible d'écrire une biographie exhaustive d’une militante de l’hémisphère sud parce que les sources qui la concernent sont orales ou publiées uniquement dans une revue locale, parfois dans une langue minoritaire[source secondaire nécessaire].

### Actions pour augmenter le nombre de contributrices

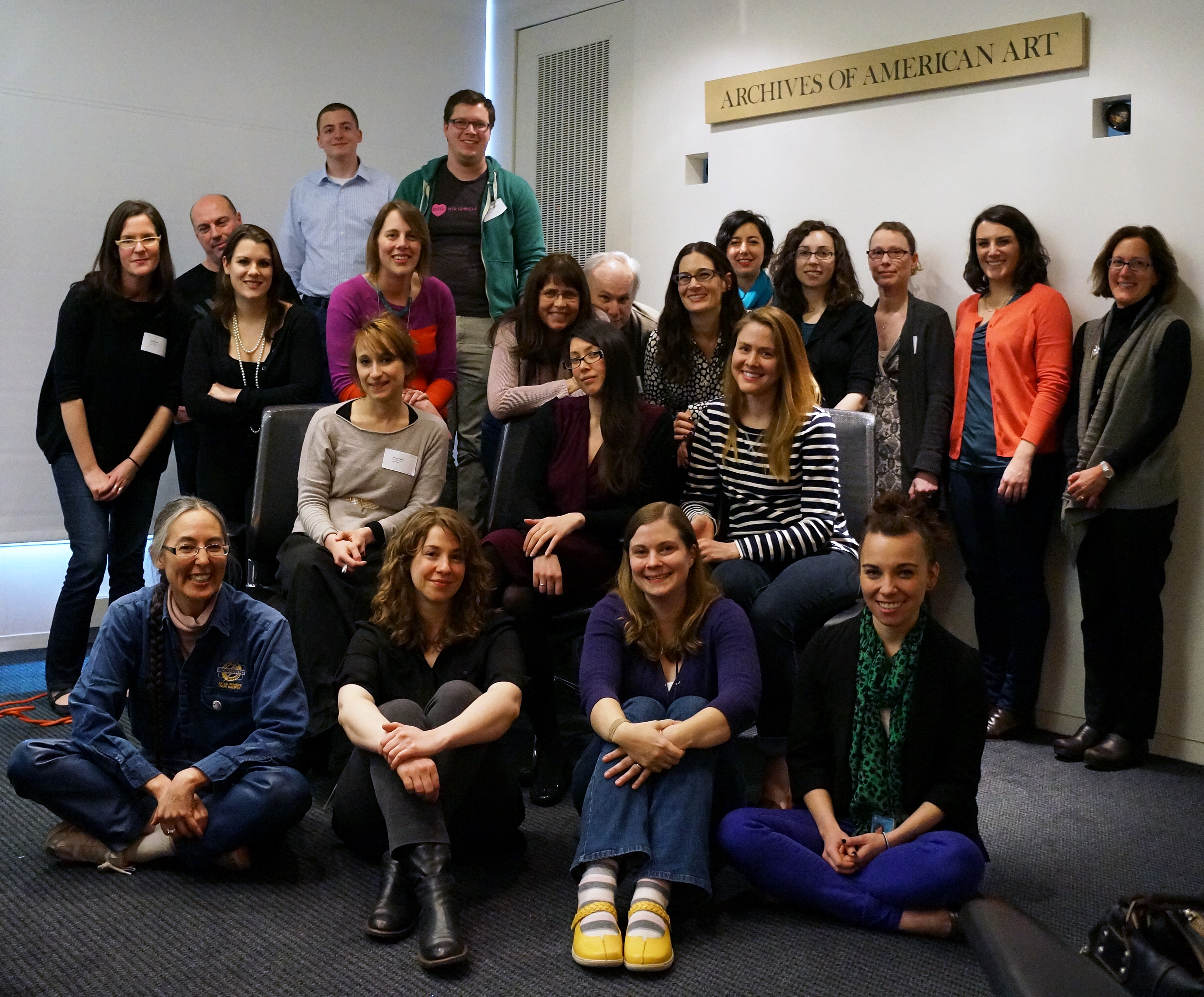
Les participants à un edit-a-thon dans le domaine des arts, en 2013, à Washington.

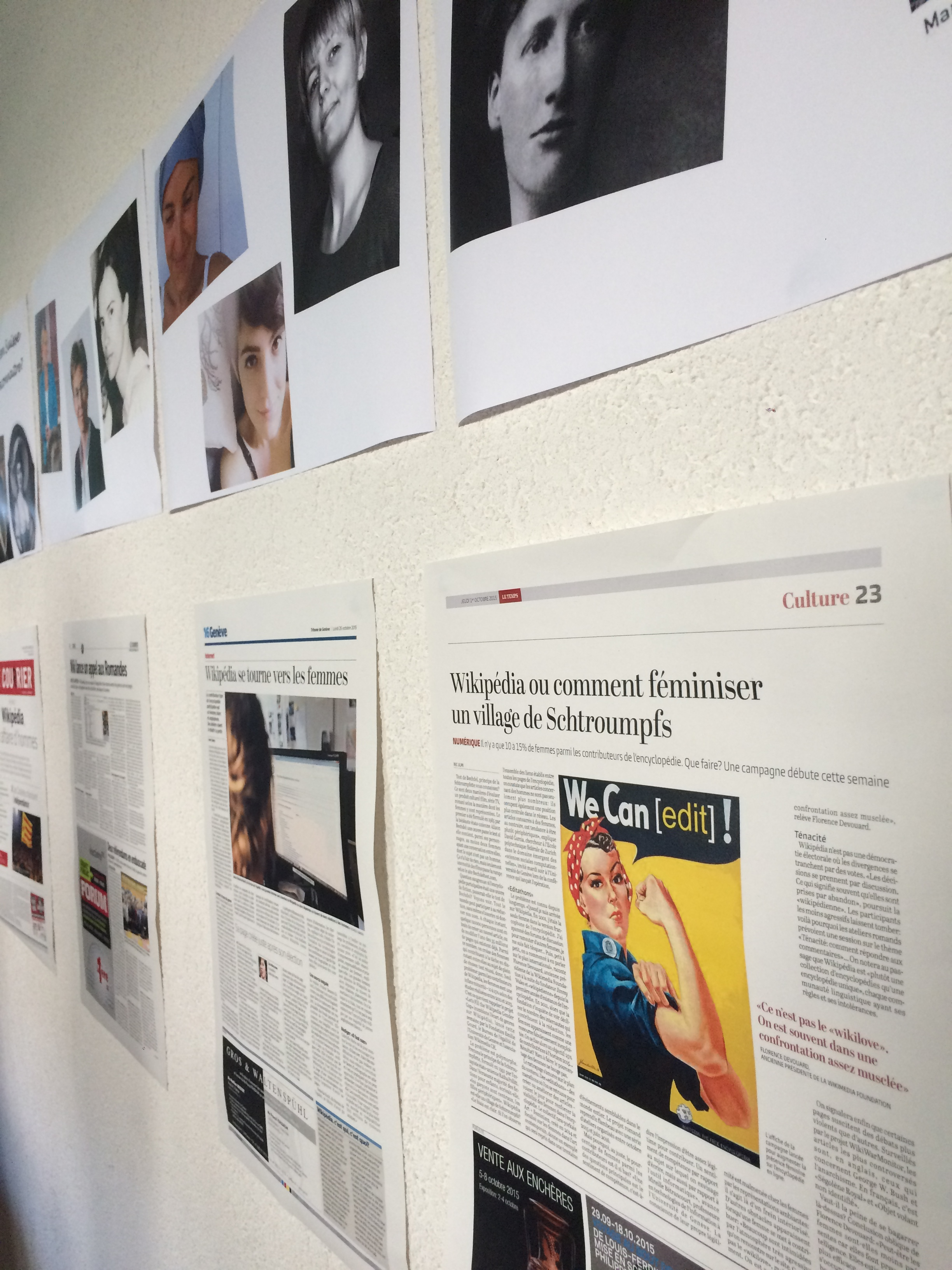
« Wall of fame » des ateliers Biographies des femmes en Suisse.

Des edit-a-thons (réunions de contributeurs) sont organisés pour augmenter la couverture des sujets féminins dans Wikipédia et encourager les femmes à éditer Wikipédia. Ces événements sont pris en charge par la Wikimedia Foundation, qui fournit parfois des mentors et des ressources pour aider à guider les éditeurs et les éditrices les plus novices. Certains edit-a-thons portent une attention particulière à des sujets féminins, par exemple les femmes australiennes neuroscientifiques ou les femmes dans l'histoire juive.
Depuis juillet 2013, l'éditeur visuel (en) — un projet créé par la Wikimedia Foundation — permet de contribuer à Wikipédia avec une interface utilisateur WYSIWYG qui n'impose plus l'apprentissage du wikitexte. Il est censé participer à combler l'écart entre les genres en rendant l'interface de modification plus conviviale,.
Systers, organisation qui soutient les femmes dans l'informatique, publie un article en 2015 poussant les femmes à élargir leurs efforts d'édition, et précise également que d'importantes mesures de sécurité devraient être prises[source secondaire nécessaire].
Le projet Wikipédia Teahouse a été lancé dans le but de fournir un environnement convivial pour les nouveaux arrivants, avec l'objectif de favoriser la participation des femmes dans Wikipédia.
Au début de l'année 2015, une initiative visant à créer un espace réservé aux contributrices de Wikipédia a été fortement contestée par les wikipédiens.
En 2016, la Wikipédia francophone développe des actions et des projets visant à réduire le fossé de genres et à sensibiliser à la question, comme :
- Art+Feminism [source secondaire nécessaire] ;
- Ateliers Femmes et Féminisme[source secondaire nécessaire] ;
- Biographies des femmes en Suisse[37],[38] ;
- Les sans pagEs[37],[39] ;
- Edit-a-thons lors de la publication du Dictionnaire des féministes : France, XVIIIe – XXIe siècle, de Christine Bard[40] ;
- Ateliers Archiwiki matrimoine aux Archives départementales de l'Hérault[41],[42].
- « Let’s Fill the Wikipedia Gender Gap » (« Comblons l’écart de genre sur Wikipédia »), lancé par le Bureau de l’égalité de l’Université de Genève en 2015-2016[43] ;

## Biais de genre dans la couverture encyclopédique

### Existence et longueur d'articles biographiques selon le genre
En 2024, les femmes représentent 20 % des biographies de Wikipédia en français, six points de plus qu’en 2016. En 2019, 18 % des biographies sur Wikipédia en anglais concernent des femmes, et 16 % chez les scientifiques. Selon le chercheur britannique Taha Yasseri (en), « ce biais [chez les scientifiques] n’est pas limité à Wikipédia. C’est un reflet d’une inégalité plus grande qui existe dans le monde académique ». Le même genre d'étude mené sur l'espace hispanisant tend à prouver que cet écart a une origine systémique.
En 2015, une étude dirigée par Claudia Wagner qui compare Wikipédia en différentes langues — dont le français — et plusieurs corpus de personnes notables trouve que les femmes connues disposent d’articles plus longs et proportionnellement légèrement plus nombreux que les hommes connus,.
En 2011, la revue International Journal of Communication publie une étude réalisée par Joseph Reagle et Lauren Rhue qui examine la couverture, la représentation des genres et la longueur de l'article de milliers de sujets biographiques sur Wikipédia en anglais et dans l’Encyclopædia Britannica. Ils trouvent que Wikipédia a plus d’articles sur les femmes que Britannica. Les articles sont plus longs, et il n’y a pas de différence de longueur selon le genre du sujet de l’article. En revanche, en examinant les articles manquants, les deux chercheurs trouvent que les femmes connues ont 1,48 fois plus de chances de ne pas avoir d’article dans Britannica par rapport aux hommes, et 2,6 fois dans Wikipédia.
La même année, une étude dirigée par Shyong K. Lam sur Wikipédia en anglais trouve que la longueur des articles est comparable entre les genres pour les personnes très connues, comme les récipiendaires de prix Nobel et d’Oscars du cinéma, mais qu’en dehors de celles-ci les articles sur des femmes sont significativement plus courts et moins élaborés que ceux consacrés aux hommes,.

### Visibilité des articles biographiques
Une étude de 2016 dirigée par Claudia Wagner montre que les biographies de femmes sur Wikipédia en anglais sont moins visibles que les biographies d'hommes et conclut que cette différence vient en partie du fait que la communauté lie mieux entre eux les articles concernant des hommes. En 2023, une étude menée par Akhil Arora, Robert West, Martin Gerlach montre que les biographies de femmes sont sur-représentées parmi les articles orphelins (articles auxquels on ne peut accéder via aucun ou très peu de liens internes). Par ailleurs l'étude montre que les articles orphelins sont moins visibles que les autres.

### Couverture des thématiques genrées, hors biographies
Les sujets propres aux femmes sont moins bien couverts : dans un entretien publié dans le New York Times en janvier 2011, Sue Gardner, alors présidente de la Wikimedia Foundation, cite l’exemple sur Wikipédia en anglais de l’article sur le bracelet brésilien, un loisir majoritairement pratiqué par les adolescentes, qui n’a que quatre paragraphes, alors que ceux sur les petits soldats ou les cartes de baseball sont longs avec une chronologie détaillée.

## Biais de genre au sein des articles

### Différences qualitatives dans la rédaction des articles biographiques
Les termes utilisés pour décrire les personnes diffèrent en fonction du genre dans les biographies : les articles sur les femmes utilisent un vocabulaire plus lié à la famille, aux relations amoureuses ou au genre,,. Ils mentionnent plus souvent leur vie privée ; des mots tels que « mariage », « divorce », « enfants » ou « famille » apparaissent plus souvent sur ces articles que ceux sur des hommes,,. Les hommes sont plus décrits avec des termes relatifs à leurs processus cognitifs alors que les femmes sont fréquemment décrites avec des termes liés à la sexualité.